# Dorados de Sinaloa
Der Club Social y Deportivo Dorados de Sinaloa, auch bekannt als Dorados de Sinaloa oder kurz Dorados, ist ein mexikanischer Fußballverein aus Culiacán, der am 19. Juni 2003 gegründet wurde.

## Geschichte
Benannt wurde der Verein nach dem Dorado (Dorade bzw. Goldbrasse), einer typischen Fischart an der Küste Sinaloas. Diese Fische gelten als starke Kämpfernaturen und als Rudeltiere, die sich gegenseitig beistehen; womit sie auf ideale Weise die Vereinsphilosophie der Dorados de Sinaloa verkörpern.
Mit Unterstützung der Bundesregierung von Sinaloa erwarb der Verein im Sommer 2003 die Lizenz des bisherigen Zweitligisten Deportivo Cihuatlán, um zukünftig an dessen Stelle in der Primera División 'A' zu spielen. Um zweitligatauglich zu sein, wurde in weniger als drei Monaten ein Stadion mit einer Kapazität von 13.000 Plätzen errichtet. Es wurde nach Carlos Gonzáles benannt, der das Grundstück zur Verfügung gestellt hatte. Später wurde das Stadion auf eine Kapazität von 20.000 erweitert.
Der noch junge Verein gewann auf Anhieb die Apertura 2003 und stieß auch in der anschließenden Clausura 2004 bis ins Finale vor. Hätte er dieses gewonnen, wären die Dorados als Sieger beider Halbserien der Saison 2003/04 direkt in die erste Liga aufgestiegen. Sie verloren jedoch die Clausura-Finals gegen den Club León mit 0:1 und 1:1, so dass sie in den Aufstiegsfinals noch mal gegen denselben Gegner antreten mussten. Doch diesmal machten die Dorados es besser, setzten sich mit 2:2 und 2:1 durch und schafften nach nur einjährigem Bestehen den sportlichen Sprung ins Fußballoberhaus. Somit kam erstmals Erstligafußball nach Sinaloa.
Auch in der Primera División schlug der Verein sich beachtlich. Nachdem er die Apertura 2004 mit nur 16 Punkten noch als eines der drei punktschwächsten Teams beendet hatte, erzielte er bereits in der Clausura 2005 eine positive Bilanz: sieben Siegen standen nur fünf Niederlagen gegenüber. Dennoch reichte es in seiner Gruppe nur zum vierten Platz, so dass die Play-offs (in Mexiko Liguilla genannt) verpasst wurden.
Nachdem die Apertura 2005 abermals als Gruppenvierter beendet wurde, steigerten die Dorados sich in der Clausura 2006 auf den dritten Platz in der Gruppe. Zur Teilnahme an der Liguilla waren sie dennoch nicht berechtigt, weil die Mannschaft aufgrund des komplizierten Berechnungsverfahrens absteigen musste.
Nachdem die Vorrundengruppe der Apertura 2006 in der zweiten Liga nur mit dem 10. Platz (von 12 Teilnehmern) beendet wurde, gelang den Dorados der Gewinn der Clausura 2007. Doch in den Aufstiegsfinals unterlag man etwas unglücklich mit 1:1 und 2:3 gegen den Puebla FC.
Dorados de Sinaloa konnte als erster Klub die Copa México nach deren Wiedereinführung in der Apertura 2012 gewinnen. Im Finale setzte man sich als Zweitligist gegen den Ligakonkurrenten UAT Correcaminos im Elfmeterschießen mit 5:4 durch, nachdem es nach der regulären Spielzeit 2:2 unentschieden stand.

## Erfolge
- Copa México: 2012

## Trainer
- Alexandre Guimarães (2004–2005)
- Diego Maradona (2018–2019)

## Spieler
- Adrián Aldrete
- Jared Borgetti
- Pep Guardiola